# Logan Currie
Logan Currie (Ashburton, 24 juni 2001) is een Nieuw-Zeelands wielrenner die in 2023 prof werd bij Bolton Equities Black Spoke. Voor het seizoen van 2024 stapte hij over naar Lotto-Dstny.

## Carrière
Als junior werd Currie nationaal kampioen tijdrijden in 2019, toen hij Laurence Pithie en Reuben Thompson meer dan een minuut voorbleef. Als eerstejaars belofte waren enkel Finn Fisher-Black en Ethan Batt sneller in het nationale kampioenschap tijdrijden. Eind januari 2021 maakte Currie de overstap naar Black Spoke Pro Cycling Academy. Twee weken later werd hij tweede op het nationale kampioenschap tijdrijden bij de beloften. Op het wereldkampioenschap werd hij elfde in diezelfde discipline. Na al derde en tweede te zijn geworden werd Currie in februari 2022 nationaal kampioen tijdrijden bij de beloften. Twee maanden later won hij ook de continentale titel. Op het door Søren Wærenskjold gewonnen wereldkampioenschap werd hij vierde.
Omdat zijn ploeg in 2023 een stap hogerop deed, werd Currie dat jaar prof. Hij verdedigde zijn nationale titel in het tijdrijden met succes. Twee dagen later werd hij derde in de wegwedstrijd, waar eliterenners en beloften samen reden. Later in 2023 won Currie nog de jongerenklassementen in de rondes van Griekenland en Denemarken. Voor het seizoen van 2024 maakte hij de overstap naar de Belgische wielerploeg Lotto-Dstny.

## Overwinningen
2019
 Nieuw-Zeelands kampioen tijdrijden, Junioren
2022
1e etappe New Zealand Cycle Classic (ploegentijdrit)
 Nieuw-Zeelands kampioen tijdrijden, Beloften
 Oceanisch kampioen tijdrijden, Beloften
Jongerenklassement Ronde van de Mirabelle
Jongerenklassement Koers van de Olympische Solidariteit
2023
 Nieuw-Zeelands kampioen tijdrijden, Beloften
Jongerenklassement Ronde van Griekenland
Jongerenklassement Ronde van Denemarken
2024
 Nieuw-Zeelands kampioen tijdrijden, Elite

### Resultaten in voornaamste wedstrijden
| Jaar | Amstel Gold Race | Luik-Bast.‑Luik | Strade Bianche | Brabantse Pijl | Waalse Pijl |
| ---- | ---------------- | --------------- | -------------- | -------------- | ----------- |
| 2023 |                  |                 |                | opgave         |             |
| 2024 |                  | 117e            | 65e            |                | opgave      |
| 2025 | opgave           | 94e             | 82e            |                | 102e        |

## Ploegen
- 2021 –  Black Spoke Pro Cycling Academy (vanaf 24 januari)
- 2022 –  Bolton Equities Black Spoke Pro Cycling
- 2023 –  Bolton Equities Black Spoke
- 2024 –  Lotto-Dstny
- 2025 –  Lotto

Batt · Bostock · Burnett · Christensen · Currie · Fitzsimons · Fouché · Gate · Gough · Jackson · Jones · Kench · Mudgway · O'Donnell · Oram · Scott · Sexton · Stewart · Townsend · Wright · Gardner (stagiair) · Hornblow (stagiair) · Vercouillie (stagiair)
Adamietz · Berckmoes · Beullens · Campenaerts · Currie · De Buyst · De Gendt · De Lie · Drizners · Eenkhoorn · Gregaard · Grignard · Guarnieri · Kron · Livyns · Menten · Moniquet · Paasschens · Segaert · Taminiaux · Sepúlveda · Slock · Vandenabeele · Van de Paar · Van Eetvelt · Van Gils · Van Moer · Vanhoucke · Vermeersch